# Operação Pequeno Saturno
A Operação Pequeno Saturno  (em russo: операция «Малый Сатурн», romanizada: operatsiya "Malyy Saturn") foi uma ofensiva do Exército Vermelho na Frente Oriental da Segunda Guerra Mundial que levou a batalhas na região dos rios Don e Chir, no território da União Soviética ocupado pelos alemães, de 16 a 30 de dezembro de 1942.
O sucesso da Operação Urano, lançada a 19 de Novembro de 1942, tinha cercado entre 250 000 e 300 000 tropas dos 6.º Exército e 4.º Exército Panzer do general Friedrich Paulus em Estalinegrado. Para aproveitar esta vitória, os soviéticos planearam uma campanha para o Inverno com contínuas e muito ambiciosas operações ofensivas, com o nome de código "Saturno". Mais tarde, Joseph Stalin reduziria os seus planos para uma campanha de menor dimensão designada "Operação Pequeno Saturno". A ofensiva foi bem sucedida ao pressionar as já exaustas forças alemãs no sul do Rio Don, incluindo ataques aos campos de pouso que supriam o 6º Exército, removendo o reforço de suprimentos das forças de ocupação. No entanto, os próprios soviéticos começaram a sentir o esforço das ofensivas, e deram origem a Terceira batalha de Carcóvia e a Batalha de Kursk.